# Schwarzschwanztrogon

Verbreitungsgebiet des Schwarzschwanztrogones

Der Schwarzschwanztrogon (Trogon melanurus) ist eine Vogelart aus der Familie der Trogone (Trogonidae).
Manchmal wurde die Unterart (Ssp.) Trogon massena australis als Unterart des Schwarzschwanztrogons angesehen und dann als Trogon melanurus australis bezeichnet oder als eigenständig betrachtet.
Der Vogel kommt von Panama östlich der Panamakanalzone bis nördliches Südamerika bis Westecuador und äußersten Nordwesten Perus vor bis 550 m Höhe.
Der Lebensraum umfasst feuchte Wälder, Waldränder, Sekundärwald, auch Mangrovenwald, Galeriewald, Terra Firme und Várzea bis 1000 m in Panama, bis 2200 m in Kolumbien. Im Amazonasbecken ist die Art mitunter zusammen mit dem Pfauentrogon (Pharomachrus pavoninus) und dem Jungferntrogon (Trogon collaris) anzutreffen.

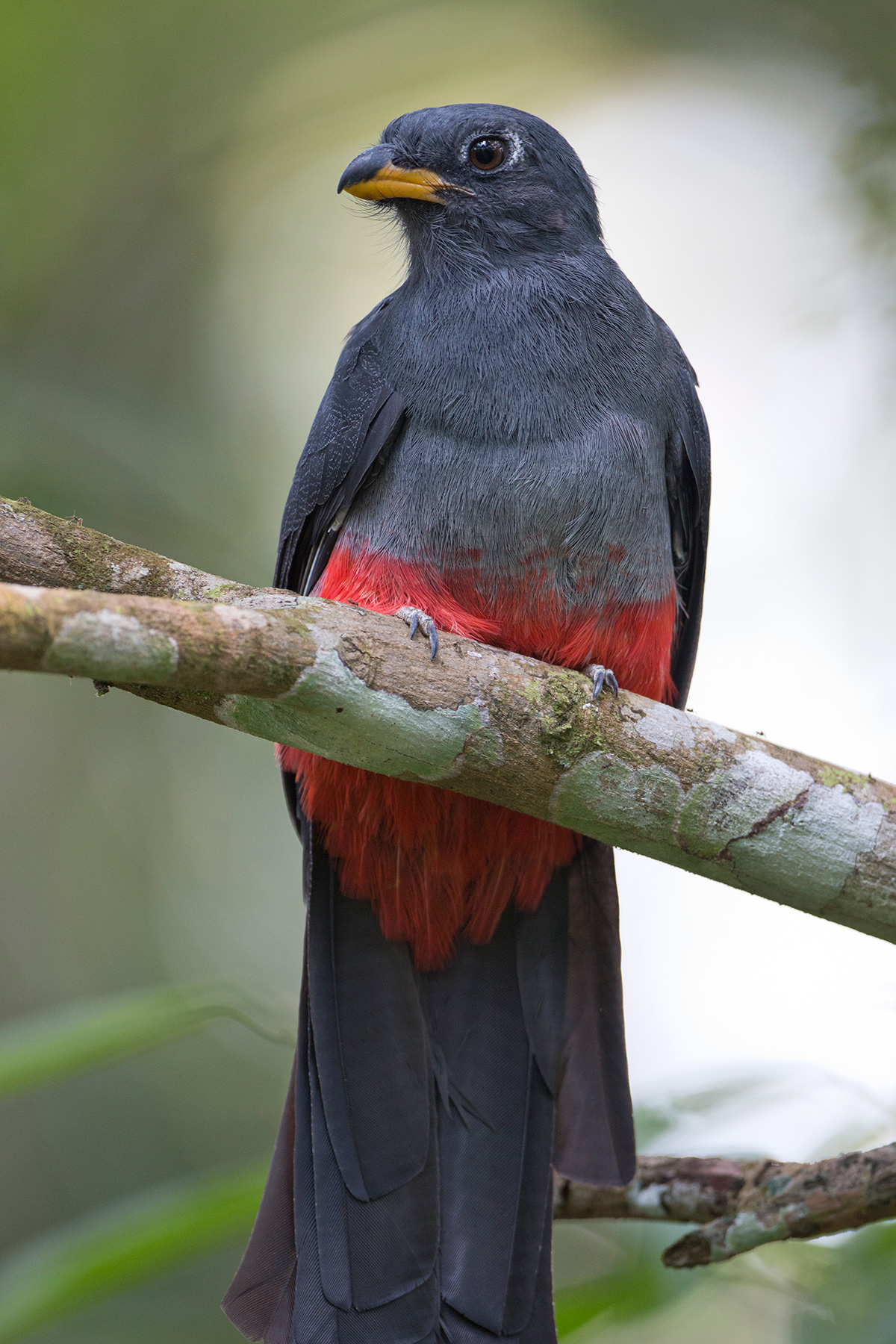
Weibchen des Schwarzschwanztrogons

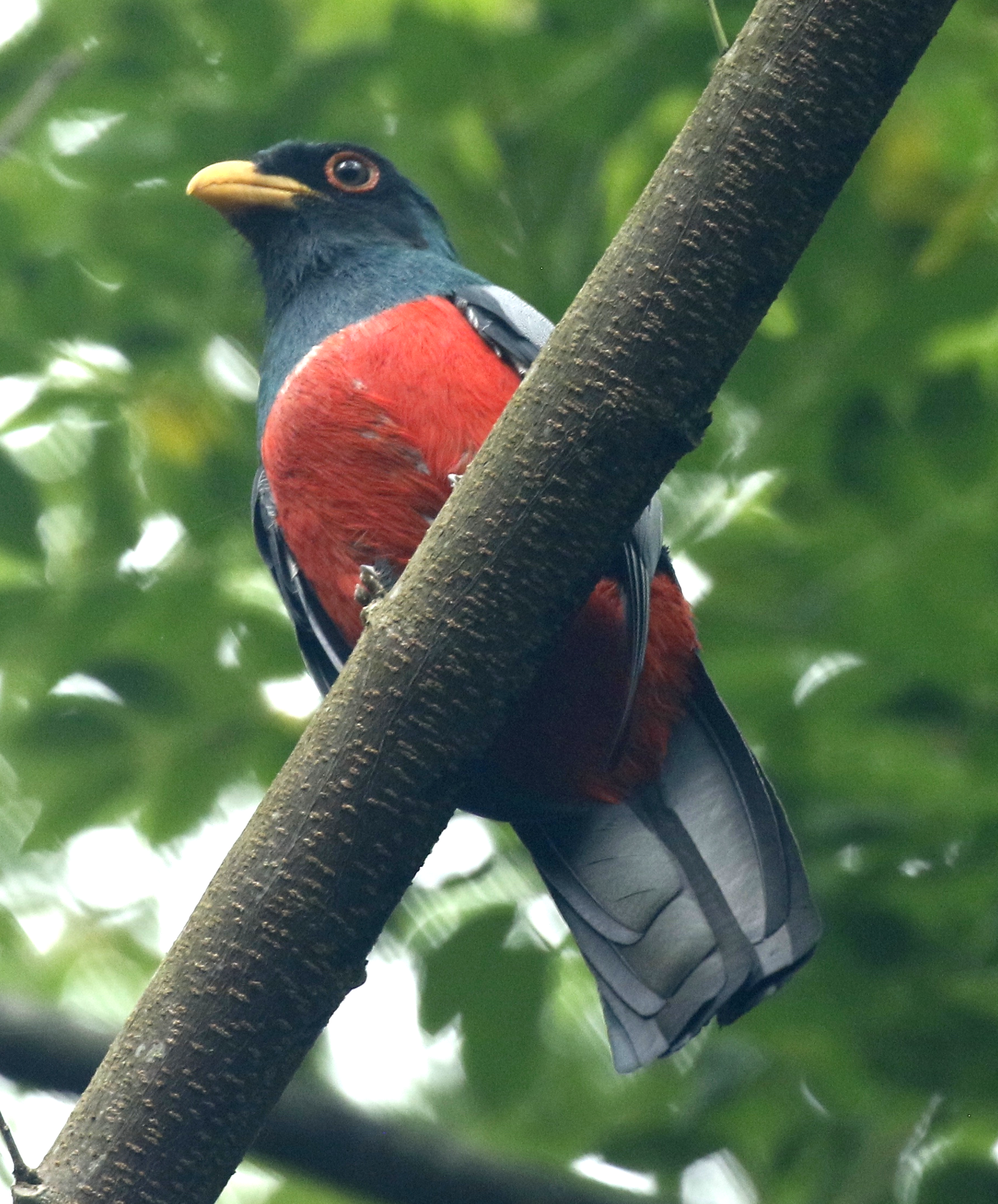
San Francisco Reserve, Darien – Panama

Der Artzusatz kommt von altgriechisch μέλας, μέλανος mélas, mélanos, deutsch ‚schwarz‘ und altgriechisch οὐρά ourá, deutsch ‚Schwanz‘.

## Merkmale
Die Art ist 28–33 cm groß und wiegt zwischen 52 und 122 g. Merkmale sind der gelbe Schnabel, beim Weibchen mit überwiegend schwärzlichem Oberschnabel, der orangerote Augenring, das schwärzliche Gesicht und die schwärzere Kehle und das weiße Brustband zwischen grüner Brust und roter Unterseite. Kopfkappe bis Nacken, Oberseite und Brust sind grün, der Flügelspiegel ist zart marmoriert und sieht silbrig aus, die Schwanzoberseite dunkelblau, manchmal mit etwas Grün. Die Unterseite bis zu den Unterschwanzdecken ist rot, die Schwanzunterseite schiefergrau.
Das Weibchen ist dunkel schieferfarben an Kopf, Oberseite, Flügeln und Schwanz, blasser an Kehle und Brust, die übrige Unterseite ist rot bis zu den Unterschwanzdecken. Die Iris ist dunkel, die Beine und Füße sind schmutzig braun. Bei beiden Geschlechtern findet sich kein Weiß am Schwanz.
Die Art unterscheidet sich vom sehr ähnlichen Schieferschwanztrogon (Trogon massena) durch Schnabelfarbe und das weiße Brustband, beim Weibchen durch den gelben Unterschnabel. Mit dem ähnlichen Sperberschwanztrogon (Trogon clathratus) besteht keine räumliche Überlappung.

## Geografische Variation
Es werden folgende Unterarten anerkannt:
- Trogon melanurus macroura (Gould, 1838)[10] – von Ostpanama über die Kanalzone bis Nordkolumbien, diskret größerer Schnabel, längerer Flügel und Schwanz, gröbere Zeichnung auf dem Flügelspiegel und mehr türkisfarbene Oberschwanzdecken. Diese Unterart wurde mitunter als eigenständige Art vorgeschlagen.[5]
- Trogon melanurus eumorphus (J. T. Zimmer, 1948)[11] – vom Süden Kolumbiens bis Ecuador, Peru, Bolivien und Amazonasbecken in Brasilien, Männchen mit dunkleren Flügeldecken, Schwungfedern und äußeren Rändern der Armschwingen, schmaleres weißes Brustband, etwas blauerer Schwanz. T. m. occidentalis Pinto, 1950[12] wird als Syn. betrachtet.[13]
- Trogon melanurus melanurus Swainson, 1838, Nominatform – vom Osten Kolumbiens bis Guyana und Norden Boliviens und Osten Brasiliens

Die vormalige Unterart Trogon melanurus mesurus wurde als selbständig abgetrennt mit dem Namen Guayaquiltrogon (Trogon mesurus) (Cabanis und Heine, 1863)
Mitunter wird die Unterart T. m. australis (Chapman, 1915) des Schieferschwanztrogon (Trogon massena) als Unterart des Schwarzschwanztrogens betrachtet.
Bei dieser Unterart im Nordosten Südamerikas, auch als „Chapman’s Trogon“ bezeichnet, könnte es sich um Hybride zwischen Schwarzschwanztrogon und Schieferschwanztrogon handeln.

## Stimme
Der Gesang wird als Folge tief miauenden Pfeifens „cow cow cow cow“, auch als mehr dumpfes Johlen „woo woo woo woo“ beschrieben, tiefer, miauender als bei anderen Trogons, auch als Folge gleichmäßig lauter „kwow kwo-kwo“-Laute, höher, schneller und weiter tragend als beim Schieferschwanztrogon (Trogon massena).

## Lebensweise
Die Art ist ein Standvogel, in Bolivien verlassen einige Vögel in der Regenzeit trockene Waldgebiete in Richtung Regenwald. Der Vogel ist in den Wipfeln oder etwas darunter zu finden, höher als andere Trogone.
Die Nahrung besteht hauptsächlich aus Früchten, Blüten, auch Insekten wie Heuschrecken, Käfer, Gespenstschrecken, seltener Raupen. Die Nahrung wird auch zusammen mit Gemischten Jagdgemeinschaften in den Baumwipfeln, auch in mittlerer Wuchshöhe gesucht.
Die Brutzeit variiert zwischen März in Panama, Januar bis Mai in Kolumbien, Juli bis Oktober in Französisch-Guayana, September bis Oktober in Peru und Juni bis Juli im Amazonasbecken. Die Nester werden in Termitenbauten meist von Nasutitermes corniger angelegt, seltener in Baumhöhlen. Die Nester werden wohl nicht wieder genutzt. Das Gelege besteht aus 2–3 weißlichen Eiern.

## Gefährdungssituation
Der Bestand gilt als „nicht gefährdet“ (least Concern).